# Запис орах код игралишта (Драгово)
Запис орах код игралишта (Драгово) се налази на парцели чији је власник Основна школа "Душан Поповић".

## Локација
| Општина             | Рековац                                                          |
| Катастарска општина | Драгово                                                          |
| Потес               | Село                                                             |
| Координате          | 43° 47′ 23″ С; 21° 05′ 25″ И / 43.7896° С; 21.090199999999999° И |
| Надморска висина    | 294m                                                             |

## Карактеристике
Дендрометријске вредности утврђене на терену и сателитским снимцима:
| Стабло                     | Орах |
| Висина стабла              | m    |
| Обим дебла                 | m    |
| Пречник крошње             | 17m  |
| Пречник дебла              | m    |
| Висина дебла до прве гране | m    |

## База записа
Запис је у оквиру Викимедија пројекта "Запис - Свето дрво" заведен под редним бројем 0224.